# Siège d'Arsouf
Pour les articles homonymes, voir Arsouf.
Période intermédiaire post-Première croisade
Batailles
- Arsouf
- Mélitène
- Croisades de secours
- Ramla (1er)
- Ramla (2e)
- Tripoli
- Harran
- Artah
- Ramla (3e)
- Croisade norvégienne
- Sidon
- Champ du Sang
- Hab
- Azâz
- Ba'rin
- Shaizar
- Édesse

Le premier siège d'Arsouf eut lieu d'octobre à décembre 1099. Le second siège lui succède en 1102.

## Premier siège
À la fin de l'année 1099, Godefroy de Bouillon tente de capturer la ville, mais échoue faute de navires. Les dirigeants de la ville proposent  de se rendre à Raymond de Saint Gilles, grand rival de Godefroy, mais ce dernier refuse. Raymond aurait encouragé la garnison à Arsouf de résister contre Godfrey, argumentant sur sa faiblesse. Au cours de la bataille, Franco I de Maasmechelen, un parent de Godfrey, est connu pour être mort dans la bataille.

## Second siège
Godefroy prend la ville le 29 avril 1102, après un siège sur terre et sur mer. L'armée reconstruit la ville par la suite. 
En 1187, Arsouf est repris par les musulmans, puis de nouveau main des aux croisés le 7 septembre 1191 après la bataille d'Arsouf, opposant Richard Cœur de Lion et Saladin. En 1265, la ville est définitivement cette fois reprises par les mamelouks.